# Nombres eslavos

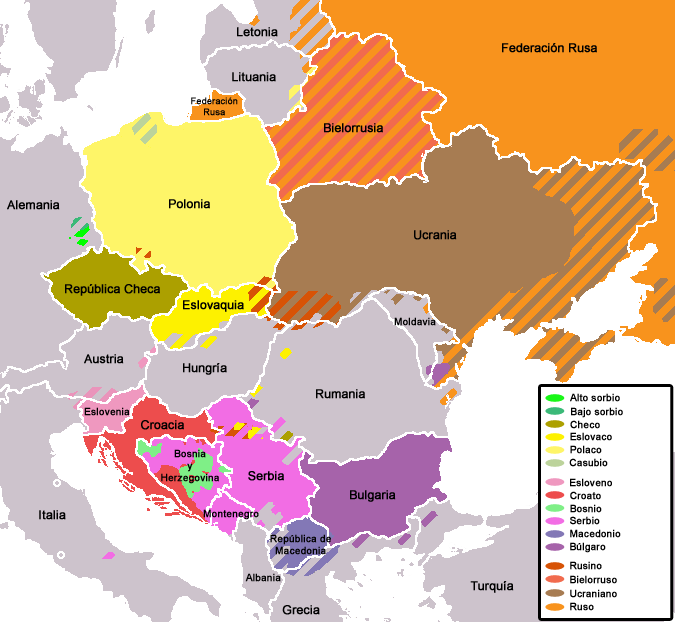
Distribución de las lenguas eslavas.

Los nombres propios de origen eslavo provienen de las lenguas eslavas y son populares en los países eslavos, como por ejemplo: Bielorrusia, Bulgaria, la República Checa, Polonia, Rusia, Serbia, Eslovaquia, Eslovenia, Croacia y Ucrania. Tienen un carácter habitualmente pacífico o guerrero, su origen es precristiano o medieval, y en general no se refieren directamente a dioses o armas. Tal vez sea así, porque los nombres de dioses eran tabú, así como las palabras que denominaban al armamento. La única excepción era el nombre Mieczysław (miecz-, "espada") y los nombres y apellidos con el prefijo bog- o boh- "dios" (ejemplo: Bogdan), derivado del significado "rico" (por influencia del Cristianismo). Los nombres eslavos suelen ser abstractos y describen el carácter de una persona, el deseo de un buen futuro o el respeto a los miembros de la familia.

## Historia de los nombres eslavos
En la era precristiana, la tradición marcaba que los niños de entre 7 y 10 años llevaban un nombre sustitutivo para protegerlos del mal (por ejemplo, Niemój "no mío", Nielub "no amado"), pues se consideraba que así se "disminuía la importancia" de un niño frente a las fuerzas del mal. La razón de esta práctica fue la elevada tasa de mortalidad de los niños en aquel momento. Un niño que sobrevivía los 7 o 10 años ya era digno de atención y, por consiguiente, se le concedía "la condición de adulto" y un nuevo nombre, lo hacían en el ritual del primer corte de pelo.
Los nombres eslavos predominaron hasta el Concilio de Trento (1545-1563), cuando la Iglesia católica decidió que cada cristiano debía tener un nombre cristiano en lugar de uno nativo eslavo tradicional. En Polonia, la nobleza, especialmente los protestantes, trató de conservar los nombres tradicionales, como Zbigniew y Jarosław, pero la gente común se elegía sólo los nombres del calendario cristiano, con pocos nombres de origen eslavo. Los santos eslavos dieron sólo nombres como:Kazimierz (San Casimiro), Stanisław (San Estanislao), Wacław (San Wenceslao) y Władysław (San Ladislao), además de nombres que se refieren a Dios (por ejemplo, Bogdan, Bogumił) que fueron permitidos. 
Esta situación duró hasta el siglo XIX y XX cuando los nombres tradicionales de nuevo ganaron popularidad, especialmente de los gobernantes y héroes históricos, allí fueron recuperados muchos nombres olvidados como: Bronisław, Bolesław, Dobiesław, Dobrosław, Jarosław, Mirosław, Przemysław, Radosław, Sławomir, Wiesław, Zdzisław, Zbigniew. También fueron creados otros nuevos, por ejemplo, Lechosław, Wieńczysław. 
Hoy en día, los nombres tradicionales eslavos son aceptados por la Iglesia y se les dan a los niños en el bautismo.

## Ejemplos del significado de nombres eslavos

### Nombres propios derivados de palabras comunes o adjetivos (un lexema)
Por ejemplo:
| Femeninos: - Vera (fe), - Nadiezhda /Nadzieja/ Nadia (esperanza), - Vesela (alegre), - Duša (alma) - Zlata (de oro), - Zoritza / Zoria (estrella, amanecer), - Svetlana / Sveta (luz, santa o fuerte), - Miliana / Mila (amor, cariñosa), - Dobra (buena), - Liubov / Liuba (amor, querida), - Kveta, Cveta (flor), - Vesna (primavera), - Slava (fama, gloria), - Mira (paz), - Rada (alegre), - Brana (proteja), - Živa, Żywia (viva), - Miluša (buena), - Snežana (mujer de la nieve), - Jagoda (baya), - Kalina (árbol de serbal)... | Masculinos: - Vlad (a la regla, regla), - Ognjen (fuego), - Viacheslav / Vladislav / Slava / Slavko (fama, gloria), - Mstislav / Mścisław («msti», venganza y «slav», gloria o fama) - Dushan (alma), - Vuk (lobo), - Radost (felicidad), - Miłosz (amor), - Borís / Borya (lucha), - Zdravko (salud ), - Dragan (preciosamente, querido), - Gniewko (enfado, furioso), - Darko (regalo), - Nemanja (sin la posesión), - Nebojša (audaz), - Goran (hombre de montaña), - Lasota (hombre del bosque), - Nayden (encontrado), - Plamen (fuego), - Yasen (fresno), - Mladen (joven)... |

### Nombres ditemáticos construidos con dos lexemas (prefijo/sufijo)
Por ejemplo:
Observe que los equivalentes femeninos terminan generalmente en la vocal a (ejemplo: Bogusław - Bogusława).
| Del prefijo o sufijo     | Significado               | Ejemplos                                                                         |
| ------------------------ | ------------------------- | -------------------------------------------------------------------------------- |
| bog, boh, boż            | Dios, rico, sino, suerte  | Bogna, Bogdan, Boguwola, Bohumil, Bogumił, Bogusław, Bożena                      |
| bor                      | lucha, luchador           | Boris, Borzysław, Velibor, Ratibor, Sambor                                       |
| bron, bran, barn         | proteja, defienda         | Bronisław, Branimir, Barnim                                                      |
| ciech, tech, tješ        | feliz, felicidad          | Wojciech, Sieciech, Božetech, Tješimir                                           |
| dan, dar                 | regalo, reciba            | Božidar, Damir, Slobodan                                                         |
| dobro                    | calidad, bueno            | Dobrowoja, Dobrogost, Dobromir, Dobroslav, Dobrawa                               |
| dom                      | casa                      | Domasław, Domoľub, Domamir                                                       |
| drag, droh, droh         | preciosamente, querido    | Predrag, Dragan, Miłodrag, Dragoslav, Dragomir, Drogomysł                        |
| gnev, hněv, gniew        | enfado, furioso           | Zbigniew, Gniewomir, Spytihněv                                                   |
| gost                     | huésped                   | Radogost, Dobrogost, Gostomysł                                                   |
| jar                      | severo, fuerte            | Jaromir, Jarosław, Jaropełk, Jarmila.                                            |
| lub,ljub, l'ub           | amor, favor               | Lubomir, Luboš, Lubovl, Slavoljub                                                |
| lud, ljud                | gente                     | Ludmila, Ludomir                                                                 |
| mil, mił                 | amor, favor               | Miluska , Milan, Milena, Milovan, Vlastimil, Miloš, Ludmila, Jarmila             |
| mir, měr, mierz          | paz, del mundo, prestigio | Casimiro, Vladimiro, Sławomir, Miroslav                                          |
| mysl, mysł               | piense                    | Premysl, Gostomysl, Przemysław                                                   |
| polk, pluk, pełk         | regimiento                | Svätopluk, Jaropolk, Jaropełk                                                    |
| rad                      | alegría, al cuidado       | Radosław, Radomir, Radovan, Radmila, Milorad                                     |
| slav, sław               | gloria, fama              | Jaroslav, Stanisław, Ladislao, Bronisław, Boleslao, Zdzisław, Wenceslao, Wiesław |
| svjat, svet, svät        | luz, santo, fuerte        | Sviatoslav, Svätopluk, Svetlana                                                  |
| vjače, wence, vac, więce | más, grande               | Wenceslao, Václav, Wiesław                                                       |
| vlad, volod, wład        | la regla, regla           | Vladimiro, Ladislao, Vladan, Władysław, Vsévolod                                 |
| voj, woj                 | guerra, guerrero          | Wojciech, Vojislav                                                               |